# Tunap
Tunap (Eigenschreibweise: TUNAP) ist eine international operierende Unternehmensgruppe mit Zentrale in Wolfratshausen. In 14 Gesellschaften mit drei Werken in Deutschland und der Schweiz entwickelt, produziert und vertreibt sie Aerosole und Wirkstoffe für industrielle, technische und kosmetische Anwendungen. Die Gruppe ist eine Tochtergesellschaft der Würth-Gruppe.

## Geschichte
Gegründet wurde Tunap von Markus Buchner in München.
Die Firmenzentrale befindet sich heute in Wolfratshausen und umfasst Verwaltung, Vertrieb, Forschungs- und Entwicklungseinrichtungen sowie eine von drei Produktionsstätten. In der Fertigung beschäftigt das Unternehmen dort insgesamt 160 Mitarbeiter mit den Schwerpunkten chemische Wirkstoffe und Flüssigkeiten.
Im Jahr 1997 übernahm Tunap eine Produktionsstätte in Lichtenau (Sachsen) mit einer Fläche von 74.000 m². Insbesondere die Aerosolproduktion wurde damit ausgebaut. Dort arbeiten 85 Mitarbeiter. Eine dritte Produktionsgesellschaft mit 11.000 m² mit 30 Mitarbeitern wurde im Jahr 2000 in Märstetten (Schweiz) eröffnet. Dort werden jährlich um die 30 Millionen Dosen Aerosole produziert.
2013 akquirierte Tunap die Unternehmen Your Own Brand GmbH (Neutraubling) und Kemacos Full-Filling Service GmbH (Kematen in Tirol). Der Vertrieb und die Produktionskapazitäten für kosmetische Produkte konnten dadurch weiter ausgebaut werden. Der Unternehmensteil wurde 2021 verkauft, den Mitarbeitern wurde gekündigt.
Im März 2019 präsentierte das Unternehmen eine Studie zum Phänomen der Vorentflammung, das in modernen Ottomotoren auftreten kann. Im selben Jahr brachte Tunap das erste Additiv gegen Vorentflammung auf den Markt, das Ablagerungen im Brennraum vorbeugen soll.
Im Jahr 2023 wurde das Unternehmen mit dem Wirtschaftspreis des Landkreises Bad Tölz-Wolfratshausen ausgezeichnet.

## Unternehmensdaten

### Umsatzentwicklung
- 2003:	63 Millionen Euro
- 2010: 136 Millionen Euro
- 2015: 260 Millionen Euro[12]
- 2020: 237 Millionen Euro[3]

### Vertriebsstandorte
Tunap verfügt über Vertriebsstandorte in Europa, darunter neben Deutschland u. a. Spanien, Italien, die Niederlande sowie in China und Brasilien.

## Marktangebot
Das Marktangebot von Tunap umfasst die Kerngebiete:
- Automotive mit chemisch-technischen Produkten und Dienstleistungen für den After-Sales-Bereich von Kfz-Werkstätten (Wartung und Reparaturen sowie Reinigung und Pflege etwa von Kfz-Klimaanlagen und dem Brennraum im Motor).
- Industrie mit Schmierstoffen wie Öle, Fette, Pasten, Wachse, Lacke, für die Kunststoff-, Lebensmittel- und Schwerindustrie.
- Private Brand Technik mit Produktion von Fremdmarken für technische Hersteller und Händler.
- Sports mit technischen und kosmetischen Pflegemitteln für die Sportbranche, insbesondere für Fahrräder (Reinigung von Bremsen, Kette, Federgabel etc.).

## Trivia
Max Buchner, Großvater des Tunap-Gründers Markus Buchner, gründete 1928 in München die erste BMW-Vertragswerkstatt überhaupt. Bis heute ist das Unternehmen mit dem Namen automag die älteste BMW-Vertragswerkstatt weltweit. Max Buchner gewann 1929 die Rallye internationale Alpenfahrt mit einem BMW-Dixi.
Mit dem Geschäftsbereich Tunap Sports sponsert das Unternehmen das Ghost Factory Racing Team.